# 美濃加茂市総合福祉会館
美濃加茂市総合福祉会館（みのかもしそうごうふくしかいかん）とは、岐阜県美濃加茂市にある公共施設（福祉施設）。
総合福祉会館すこやかタウン美濃加茂とも称する。

## 概要
- 高齢者、障がい者、障害者、母子家庭、父子家庭等に対する福祉活動、ボランティア活動など、市民の福祉向上を図ることを目的とした施設である。1994年（平成6年）開館。
- 指定管理者制度を導入しており、社会福祉法人美濃加茂市社会福祉協議会が管理運営する。

## 施設概要
1階
- すこやかタウン美濃加茂デイサービスセンター
- ふれあいホール
- あじさいの間（1・2）（和室）
- 健康コーナー
- 浴室
- 談話ロビー
- サロンむくの木（喫茶）
- 陶芸室
- 木工室

2階
- 子育てサロン サンサンルーム
- 相談室（1・2）
- 研修室（1-3）
- 会議室（1・2）
- ボランティアセンター

## 利用案内
- 住所：岐阜県美濃加茂市新池町3丁目4番1号
- 利用時間：8：30 - 16：30 
  - 貸館施設（ふれあいホール、あじさいの間、会議室など）は、金曜日は21:00まで
- 休館日：日曜日、祝日、年末年始（12月29日 - 1月3日）

## 交通アクセス
- JR東海高山本線・長良川鉄道「美濃太田駅」下車、徒歩約20分。
- JR東海高山本線「古井駅」下車、徒歩約18分。
- あい愛バスまちなかぐるっと線、フルーツ山之上線「総合福祉会館」バス停より徒歩すぐ。